# برساوش
بِرساوُش یا پرساوش یا بُرندهٔ سرِ دیو (به یونانی: Περσεύς، به انگلیسی: Perseus، به فرانسوی: Persée) یکی از صورت‌های فلکی است که در نیم‌کرهٔ شمالی دیده می‌شود. پرساووش از ۴۸ صورت فلکی بطلمیوسی و ۸۸ صورت فلکی امروزی است. پرساووش کمی دورتر و حدوداً در قسمت شرقیِ زن بر زنجیر (آندرومِدا) قرار گرفته‌است.
ستارهٔ «غول» ستارهٔ اصلی آن است که ستاره‌ای دوتایی است. هنگامی که یکی از جلوِ دیگری می‌گذرد، ستارهٔ غول تقریباً نیمی از درخشندگی‌اش را از دست می‌دهد.
این صورت فلکی نقطهٔ نورباران بارش شهابی برساوشی است که هر سال در نیمهٔ دومِ مرداد ماه با تراکم حدود ۵۰ شهاب در ساعت رخ می‌دهد.

## نام و افسانه

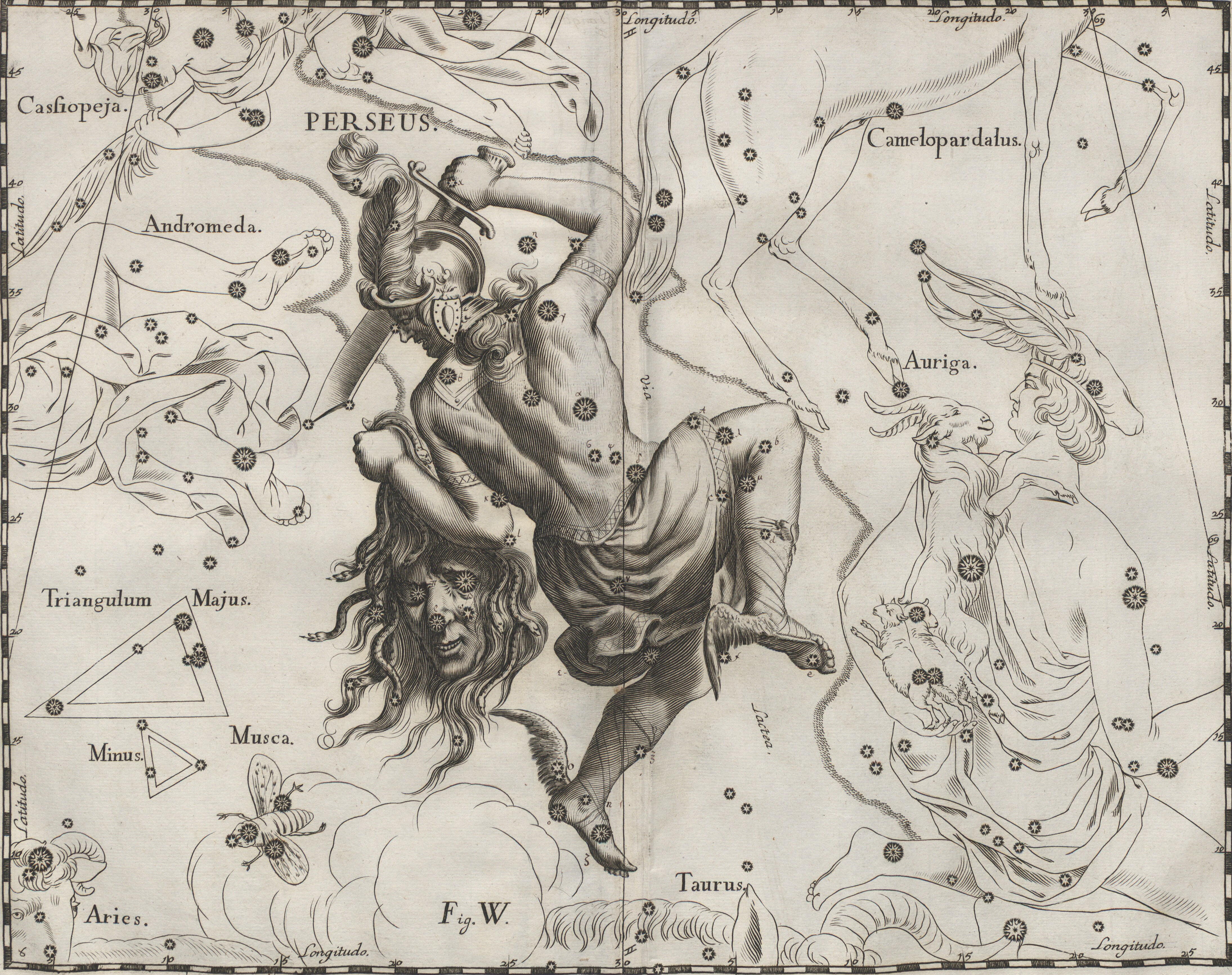
صورت فلکی تازی‌ها (Canes Venatici) از کتاب اورانوگرافیا توسط یوهانس هولیس. این دیدگاه مطابق سنت گلب‌های آسمانی، تصویر آسمان در نمایی از بیرون را نشان می‌دهد.

نام پرساوش از نام یونانی پرسئوس گرفته شده که در اساطیر یونانی قهرمانی است که مدوسا را کشت تا شاهزاده آندرو مدا، دختر کاسیوپه (که نام لاتین ذات الکرسی از او گرفته شده) و قیفاووس را از چنگال هیولای دریایی به نام قیطس نجات دهد.
«پرساوش از نام یونانی پرسئوس گرفته شده، او پسر زئوس خدای خدایان، و قهرمانی نیمه خدا نیمه انسان است. ماجرای پرساووش از آنجا آغاز می‌گردد که برای نجات شاهزاده آندرومدا (دختر کاسیوپه_ذات الکرسی) از چنگ هیولای دریایی به نام قیطس یا کراکن مجبور می‌شود با عفریته‌ای به نام مدوزا (یا مدوسا) مبارزه کند. مدوزا عفریته‌ای است که هر شخصی به چشمان او خیره شود تبدیل به سنگ می‌گردد. پرساووش شبانه به بالین مدوزا می‌رود و او را در خواب غافلگیر می‌کند. و با استفاده از انعکاس تصویر مدوزا در سپری که به دست داشته وی را شکست می‌دهد. سپس سر مدوزا را از تن جدا می‌کند در کیسه‌ای می‌نهد و به جنگ هیولای دریایی قیطس می‌شتابد. برساوش سر مدوزا را در برابر قیطس قرار می‌دهد و به این روش هیولای دریایی به سنگ تبدیل می‌شود. و شاهزاده آندرومدا نجات داده می‌شود. پرساووش شاهزاده آندرومدا را در نهایت به همسری خویش انتخاب می‌کند.
در برخی روایات آمده‌است که پارسیان از نوادگان پرسئوس هستند.»

## ستاره‌ها

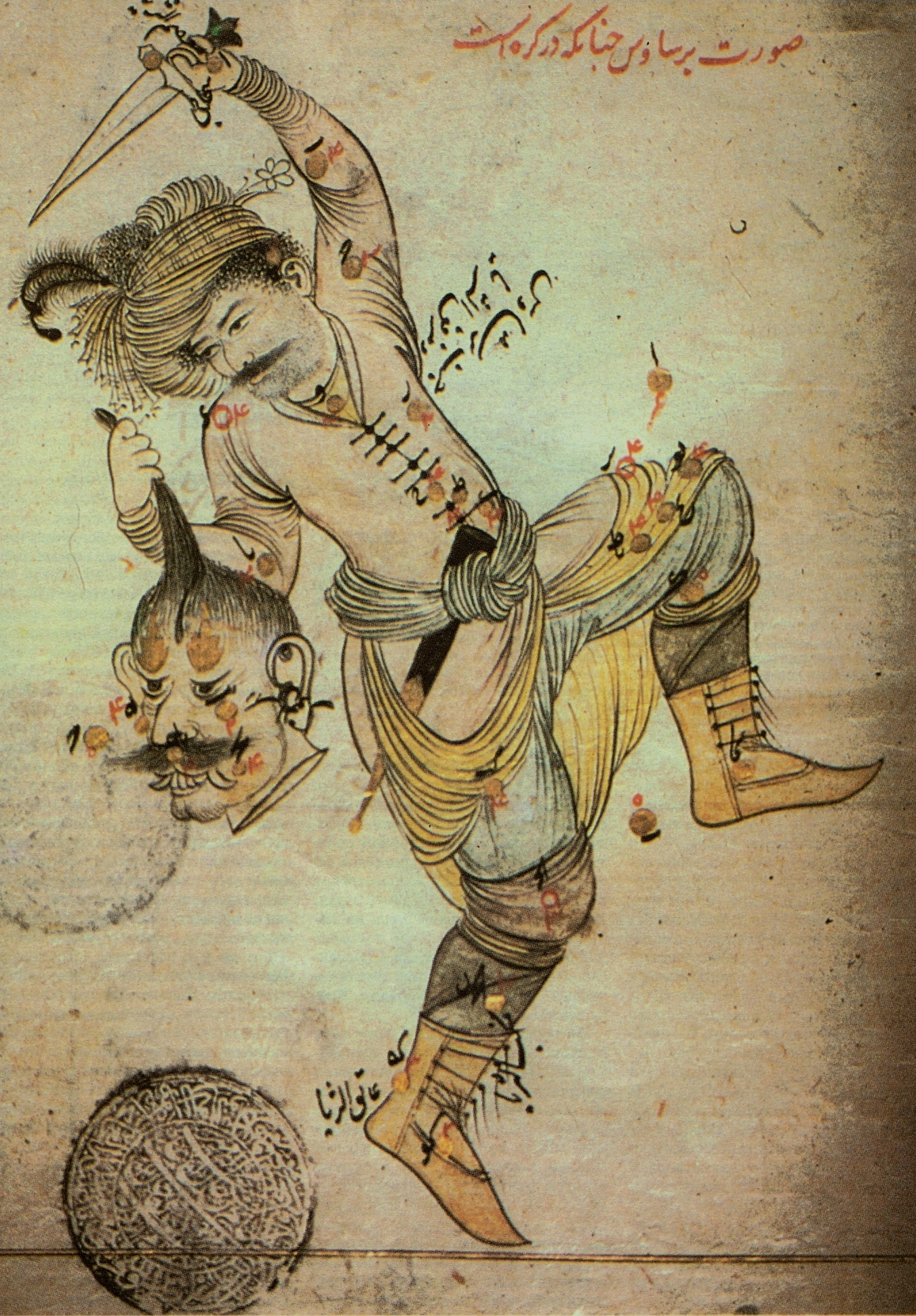
صورت فلکی برساوش در کتابی از دانشمند ایرانی، عبدالرحمان صوفی رازی.

ستارهٔ رأس‌الغول یا بتا برساوش، که از نوع ستاره گرفتی است دارای قدر متغیر میان ۲/۲ تا ۵/۳ می‌باشد. این دو ستاره به فاصلهٔ ۱۸ میلیون کیلومتر از یکدیگر قرار گرفته‌اند و هر ۲ روز و ۲۰ ساعت گرفتگی در آن‌ها رخ می‌دهد. رأس‌الغول یک ستاره آغازین از نوع گرفتی جفتی و از طبقه متغیرهاست، یعنی هریک از این دو ستاره، به تناوب باعث گرفتگی دیگری می‌شود. رأس‌الغول ترکیبی از دو ستاره B8 V با مدار مشترک با ستاره‌ای با طیف G5 IV و فاصله ۱۰۵ سال نوری است. رأس‌الغول معمولاً با قدر ۲٫۱ در هر ۲٫۸۷ روز، چشمک‌زنان ظاهر می‌شود و سپس برای ۱۰ ساعت ضعیف گردیده و تا قدر ۱۰ ماند یک ستاره G۵ تغییر ممی کند که در واقع از مقابل ستاره B۸ دیگر عبور می‌نماید.
از دیگر ستارگان قابل توجه این مجموعه می‌توان به مرفق‌الثریا (آلفا برساوش) با قدر ۸/۱ که یک ابرغول زرد با فاصله ۶۰۰ سال نوری است، اشاره کرد. در نزدیکی ستاره کسی برساوش در حدفاصل با اپسیلون می‌توان ان‌جی‌سی۱۴۹۹ که همان سحابی کالیفرنیا را که یک سحابی پخشنده است مشاهده کرد. در فاصله میان دو ستاره آلفا و کای برساوش ان‌جی‌سی۱۲۴۵ وجود دارد که یک خوشه باز است.
یکی از پدیده‌های مناسب برای رصد خوشه سی و چهارم است که شامل ستارگان کم‌نور با قدر هشتم است که در فاصله ۱۴۰۰ سال نوری از ما قرار دارد. در بازوهای مارپیچ کهکشان راه شیری دو خوشهٔ ان‌جی‌سی۸۶۹ و ان‌جی‌سی۸۸۴ وجود دارد که اولی ۳۰۰ سال نوری و دومی در حدود ۷۵۰۰ سال نوری از ما فاصله دارند. این دو خوشه در بخش فوقانی اتا در حد فاصل با ستاره فی برساوش واقع شده‌اند. البته درقسمت میانی برساوش میان ستارگان کای برساووش و نوی آن که یک چندگانه است، نواختر ۱۹۰۱ قرار دارد.

## اجرام عمقی آسمان
برساووش به لحاظ استقرار در امتداد کهکشان راه شیری، از نظر اجرام عمق آسمان غنی است. hبرساووش(NGC۸۶۹)و همچنین کای برساووش(NGC۸۸۴)یک جفت خوشه باز قدر پنجم هستند که تحت نام «خوشه دوگانه» شناخته شده و در فاصله ۷۳۰۰ سال نوری از ما قرار گرفته‌اند و با چشم غیر مسلح همانند ستاره‌ای مات به نظر می‌رسند.m۳۴ هم خوشه دیگری از قدر پنج است.
- زمان رسیدن به نصف النهار: ۴ دی
- مساحت: ۶۱۵ درجه مربع
- معادل لاتین Per